# Lago Chapo
El lago Chapo es un cuerpo de agua superficial ubicado a 240 metros sobre el nivel del mar, en la comuna de Puerto Montt, provincia de Llanquihue, Región de Los Lagos, a 115 km al sureste de Puerto Varas, a 43 km al noreste de la ciudad de Puerto Montt y a 8 km al este de la localidad de Correntoso. Está emplazado entre la reserva nacional Llanquihue y el parque nacional Alerce andino. No obstante, no integra ninguna de ellas. 

## Ubicación y descripción
El lago Chapo cubre un área de 50 km² con 17 km de longitud máxima y 5 km de ancho máximo; se ubica a 240 m s. n. m. y la temperatura de sus aguas fluctúa entre los 9 °C en invierno y los 18 °C en verano.
Está enclavado en la cordillera, a los pies del volcán Calbuco, y rodeado por la Reserva nacional Llanquihue al norte y el Parque nacional Alerce Andino al sur. 

## Historia
El lago recibe su nombre del mapudungun Trapén, "Unido" (al estar cercano al volcán Calbuco), castellanizado en chapo.
Sin embargo, Francisco Solano Asta-Buruaga y Cienfuegos traduce su nombre como "pantano":
Chapo (Laguna de).-—Se halla en la parte sur del departamento Llanquihue por los 41° 30' Lat. y 72° 29' Lon., próxima á la falda sudeste del volcán de Calbuco y unos 25 kilómetros hacia el E. de Puerto Montt. Es un bello receptáculo de agua, prolongado más ó menos por unos nueve kilómetros y con una anchura de cuatro. Desagua por su extremo occidental, dando nacimiento al riachuelo Coihuín. Su nombre viene de chapad, pantano.
Luis Risopatrón escribe en su Diccionario Jeográfico de Chile de 1924 sobre el lago:
Chapo (Lago) 41° 25' 72° 30'. De 50 km² de superficie, de contornos sinuosos, con bahías respaldeadas por cordilleras, se encuentra a 220 m de altitud, al SE del volcan de Calbuco i desagua, por el rio Coihuin, en la parte NE del seno de Reloncaví. 1, VIII, p. 85; i XXV, p. 350; 60, p. 471 i 476; 61, XCVIII, mapa; 105, p. 53; 134; i 156; i laguna en 155, p. 224.

## Población, economía y ecología
En su ribera oeste se encuentra la localidad de Lago Chapo, que fue afectada por la erupción del volcán Calbuco de 2015, causando desbordes de los ríos Blanco, Este, Correntoso y PichiBlanco, ocasionando daños en viviendas, puentes y una empresa pesquera, dejando sin trabajo a decenas de personas.
El lago provee a la central hidroeléctrica Canutillar del caudal para la producción de 172 MW de energía eléctrica que son entregados al Sistema Interconectado Central de Chile. Para ello se construyó una barrera en el río Chamiza, antiguo emisario natural del lago que llevaba las aguas al golfo de Reloncaví, y se abrió un canal de aducción hacia el estuario de Reloncaví. Para aumentar las aguas del lago se construyó un canal de aducción que recoge las aguas de los ríos Lenca, Pangal y Blanco (todos ellos tributarios naturales del golfo) y las lleva hacia el lago.
Debido al uso del agua del lago para generación eléctrica en la central Canutillar, desde la entrada en operación de esta se ha observado una fluctuación de 22 m en la cota del lago, con un registro mínimo de 222,07 m el 26 de marzo de 2015, de acuerdo a las mediciones de la Dirección General de Aguas, aunque la misma DGA aseguró que la operación de la Central Canutillar se encuentra en regla en relación con los usos y caudales captados desde el lago Chapo y el río Blanco.
A raíz de las bajas en el nivel del Lago Chapo, agravadas en algunos años por períodos de menores precipitaciones, en 1999 un turista descubrió los restos de una dalca indígena prehispánica, a la que en 2005 le fue asignada una data de entre los años 1440 a 1510.

### Estado trófico
La eutrofización es el envejecimiento natural de cuerpos lacustres (lagos, lagunas, embalses, pantanos, humedales, etc.) como resultado de la acumulación gradual de nutrientes, un incremento de la productividad biológica y la acumulación paulatina de sedimentos provenientes de su cuenca de drenaje.: 4  Su avance es dependiente del flujo de nutrientes, de las dimensiones y forma del cuerpo lacustre y del tiempo de permanencia del agua en el mismo.: 24  En estado natural la eutrofización es lenta (a escala de milenios), pero por causas relacionadas con el mal uso del suelo, el incremento de la erosión y por la descarga de aguas servidas domésticas entre otras, puede verse acelerado a escala temporal de décadas o menos.: 4  Los elementos más característicos del estado trófico son fósforo, nitrógeno, DBO5 y clorofila y la propiedad turbiedad.
Existen diferentes criterios de clasificación trófica que caracterizan la concentración de esos elementos (de menor a mayor concentración) como: ultraoligotrófico, oligotrófico, mesotrófico, eutrófico, hipereutrófico. Ese es el estado trófico del elemento en el cuerpo de agua. Los estados hipereutrófico y eutrófico son estados no deseados en el ecosistema, debido a que los bienes y servicios que nos brinda el agua (bebida, recreación, higiene, entre otros) son más compatibles con lagos de características ultraoligotróficas, oligotróficas o mesotróficas.: 14 
Según un informe de la Dirección General de Aguas de 2018, la evaluación del estado trófico del lago presentaba una condición oligotrófica en 2014.: 30 